# Hidden Figures (libro)
Hidden Figures: The American Dream and the Untold Story of the Black Women Who Helped Win the Space Race es un libro de no ficción de 2016 escrito por Margot Lee Shetterly. Comenzó a trabajar en el libro en 2010. El libro se desarrolla entre los años 1930 y 1960, y describe las barreras particulares para las mujeres negras en la ciencia durante este tiempo, proporcionando así una historia menos conocida de la NASA. El texto biográfico sigue las vidas de Katherine Johnson, Dorothy Vaughan y Mary Jackson, tres matemáticas que trabajaron como informáticas (entonces una descripción del trabajo) en el Comité Asesor Nacional para la Aeronáutica (NACA) y la NASA, durante la carrera espacial. Allí superaron la discriminación, como mujeres y como afroamericanas. También aparece Christine Darden, que fue la primera mujer afroamericana ascendida al Senior Executive Service (SES) por su trabajo en la investigación de los vuelos supersónicos y las explosiones sónicas.
El libro alcanzó el número uno en la lista de libros más vendidos de no ficción de The New York Times y obtuvo el Anisfield-Wolf Book Award de no ficción en 2017. Fue adaptado como película homónima, estrenada en 2016, que fue nominada a tres Óscar y recibió otros numerosos galardones.

## Temática
Hidden Figures explora las biografías de tres mujeres afroamericanas que trabajaron como calculadoras humanas para resolver problemas de ingenieros y otras personas en la NASA. Durante los primeros años de sus carreras, el lugar de trabajo estaba segregado y las mujeres se mantenían en un segundo plano. El padre de la autora, Margot Lee Shetterly, era un científico investigador de la NASA que trabajó con muchos de los personajes principales del libro.
Shetterly explica cómo estas mujeres superaron la discriminación y la segregación racial para convertirse en piezas vitales de la historia de las matemáticas, la ciencia y la ingeniería. Una de ellas, Katherine Johnson, calculó las trayectorias de los cohetes para las misiones Mercury y Apolo. Johnson consiguió «tomar cartas en el asunto» y fue asertiva con su supervisor. Cuando sus habilidades matemáticas fueron reconocidas, Johnson fue admitida en las reuniones de la NASA, que hasta entonces habían sido exclusivamente masculinas.